# Clube dos 300 salvamentos

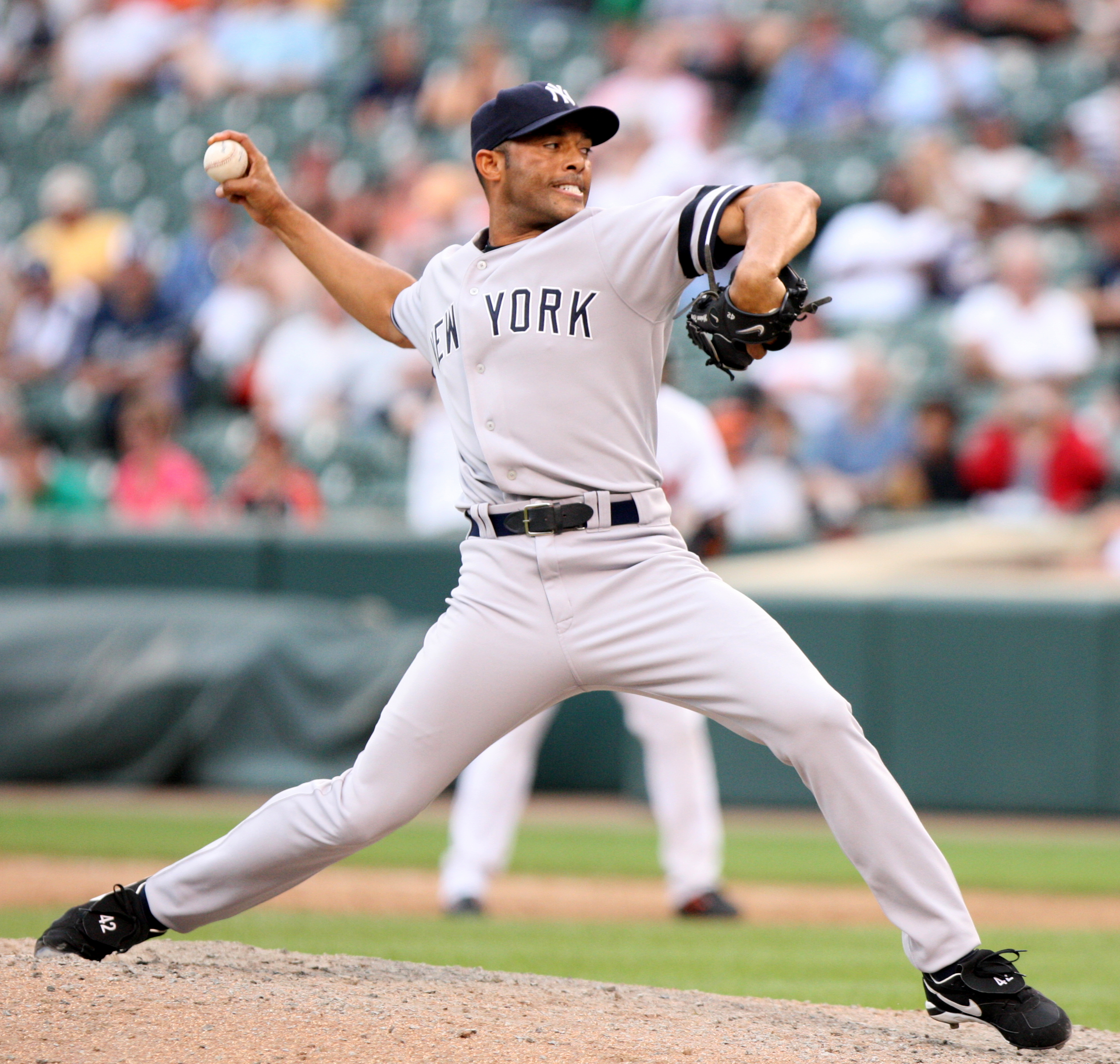
Mariano Rivera tem o maior número de salvamentos na carreira com 652.

Na Major League Baseball (MLB), o clube dos 300 salvamentos é um grupo de arremessadores que atingiram 300 ou mais  salvamentos na temporada regular ao longo de suas carreiras. É mais comum que um relief pitcher (um "reliever" ou "fechador") tenha o crédito entrando na nona entrada de um jogo no qual seu time está vencendo por três ou menos corridas e arremesse nesta entrada sem perder a liderança. A estatística foi criada por Jerome Holtzman em 1959 para "medir a efetividade dos relief pitchers" e foi adotada como uma estatística oficial pela MLB em 1969. Os salvamentos tem sido medidos retroativamente para medir a performance de arremessadores do passado quando aplicável. Hoyt Wilhelm, aposentado em 1972, anotou apenas 31 salvamentos a partir de 1969, mas detém um total de 227 salvamentos na carreira.
Mariano Rivera detém o recorde da MLB em salvamentos com 652. Apenas Rivera e Trevor Hoffman passaram dos 500 e 600 salvamentos e Hoffman foi o primeiro a atingir ambas marcas. Rivera, Hoffman, Lee Smith, John Franco e Billy Wagner são os únicos arremessadores a atingir a marca de 400 salvamentos. Rollie Fingers foi o primeiro jogador a atingir a marca de 300 salvamentos, alcançando-a em 21 de Abril de 1982. Huston Street é o mais recente, atingindo seu 300º salvamento em 22 de Julho de 2015. No total, 27 jogadores conseguiram 300 ou mais salvamentos em suas carreiras. Apenas cinco relievers – Dennis Eckersley, Fingers, Goose Gossage, Bruce Sutter e Wilhelm – foram eleitos para o Baseball Hall of Fame; todos exceto Wilhelm são também membros do clube dos 300 salvamentos.  Street, Francisco Rodríguez, Joe Nathan e Jonathan Papelbon são os únicos membros do clube dos 300 salvamentos ainda ativos. Destes, Rodríguez é o líder ativo com 386.

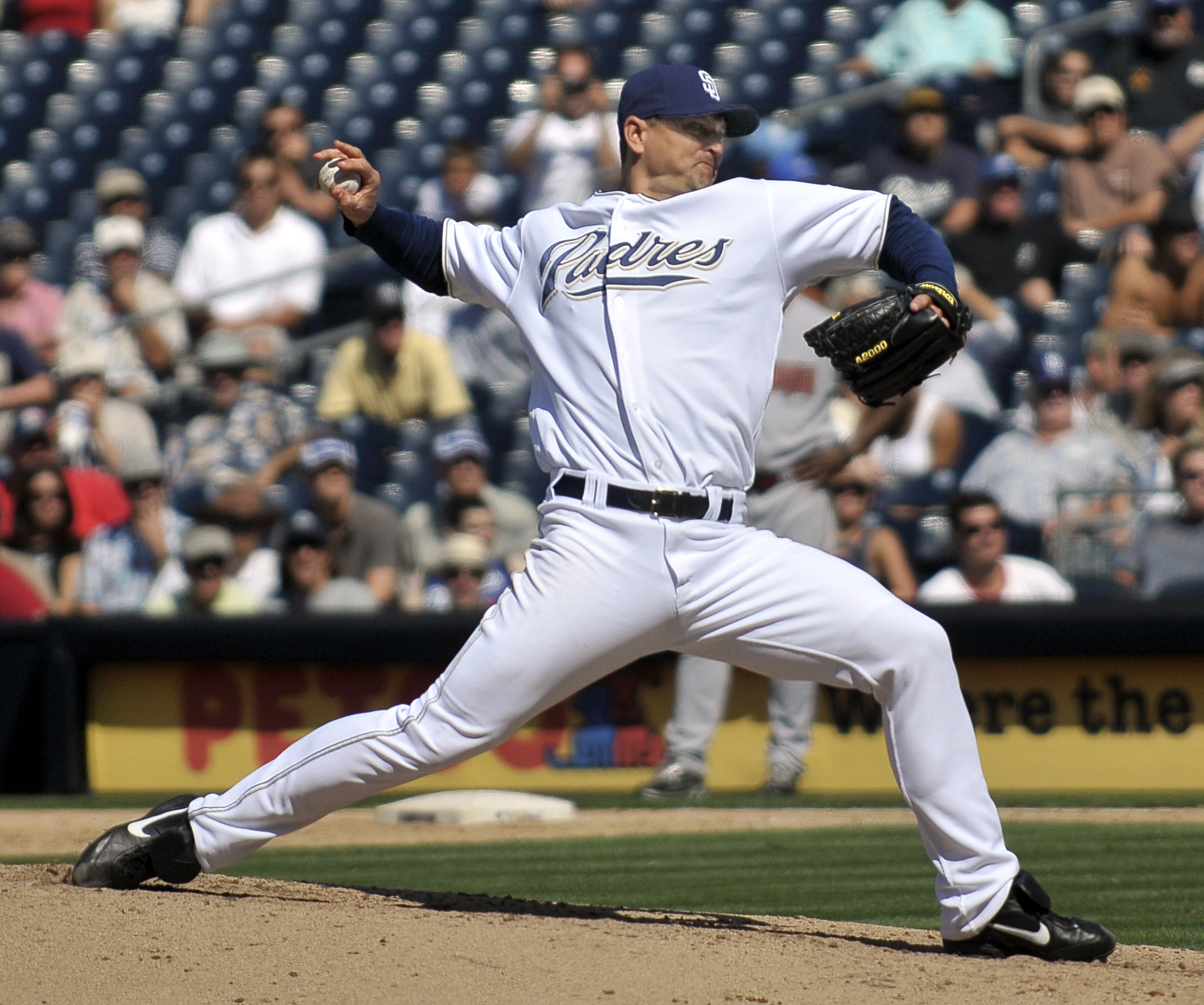
Trevor Hoffman foi o primeiro jogador a atingir 500 e 600 salvamentos

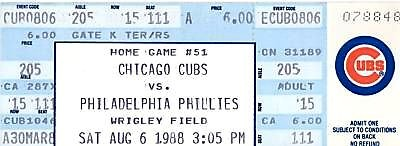
Um ingresso do jogo onde Goose Gossage se tornou o segundo jogador na história da MLB a conseguir 300 salvamentos em 6 de Agosto de 1988.

## Campo
| Jogador | Nome do jogador                                                   |
| SV      | Total de salvamentos na carreira                                  |
| Data    | Data do 300º salvamento do arremessador                           |
| Time    | O time em que o arremessador atuava quando de seu 300º salvamento |
| *       | Denota eleito para o National Baseball Hall of Fame.              |
| Itálico | Denota jogador ativo.                                             |

## Lista
- Estatísticas atualizadas até o fim da temporada de 2016.

| Jogador             | SV  | Data                   | Time                          | Anos ativo           | Ref(s)        |
| ------------------- | --- | ---------------------- | ----------------------------- | -------------------- | ------------- |
| Mariano Rivera      | 652 | 28 de Maio de 2004     | New York Yankees              | 1995–2013            | [ 12 ] [ 13 ] |
| Trevor Hoffman      | 601 | 15 de Agosto de 2001   | San Diego Padres              | 1993–2010            | [ 14 ]        |
| Lee Smith           | 478 | 25 de Agosto de 1991   | St. Louis Cardinals           | 1980–1997            | [ 15 ]        |
| Francisco Rodríguez | 430 | 22 de Junho de 2013    | Milwaukee Brewers             | 2002–presente        | [ 16 ] [ 17 ] |
| John Franco         | 424 | 29 de Abril de 1996    | New York Mets                 | 1984–2005            | [ 18 ]        |
| Billy Wagner        | 422 | 4 de Julho de 2006     | New York Mets                 | 1995–2010            | [ 19 ]        |
| Dennis Eckersley *  | 390 | 24 de Maio de 1995     | Oakland Athletics             | 1975–1998            | [ 20 ]        |
| Joe Nathan          | 377 | 8 de Abril de 2013     | Texas Rangers                 | 1999–presente        | [ 21 ] [ 22 ] |
| Jonathan Papelbon   | 368 | 10 de Junho de 2014    | Philadelphia Phillies         | 2005–presente        | [ 23 ]        |
| Jeff Reardon        | 367 | 20 de Maio de 1991     | Boston Red Sox                | 1979–1994            | [ 24 ] [ 25 ] |
| Troy Percival       | 358 | 28 de Julho de 2004    | Anaheim Angels                | 1995–2005, 2007–2009 | [ 26 ] [ 27 ] |
| Randy Myers         | 347 | 1º de Julho de 1997    | Baltimore Orioles             | 1985–1998            | [ 28 ] [ 29 ] |
| Rollie Fingers *    | 341 | 21 de Agosto de 1982   | Milwaukee Brewers             | 1968–1985            | [ 30 ]        |
| John Wetteland      | 330 | 12 de Maio de 2000     | Texas Rangers                 | 1989–2000            | [ 31 ]        |
| Francisco Cordero   | 329 | 1º de Junho de 2011    | Cincinnati Reds               | 1999–2012            | [ 2 ] [ 32 ]  |
| Roberto Hernández   | 326 | 25 de Maio de 2002     | Kansas City Royals            | 1991–2007            | [ 33 ] [ 34 ] |
| Huston Street       | 324 | 22 de Julho de 2015    | Los Angeles Angels of Anaheim | 2005–presente        | [ 35 ]        |
| José Mesa           | 321 | 27 de Abril de 2005    | Pittsburgh Pirates            | 1987, 1990–2007      | [ 36 ] [ 37 ] |
| Todd Jones          | 319 | 16 de Setembro de 2007 | Detroit Tigers                | 1993–2008            | [ 38 ] [ 39 ] |
| Rick Aguilera       | 318 | 2 de Junho de 2000     | Chicago Cubs                  | 1985–2000            | [ 40 ] [ 41 ] |
| Robb Nen            | 314 | 6 de Agosto de 2002    | San Francisco Giants          | 1993–2002            | [ 3 ] [ 42 ]  |
| Tom Henke           | 311 | 18 de Agosto de 1995   | St. Louis Cardinals           | 1982–1995            | [ 43 ]        |
| Goose Gossage *     | 310 | 6 de Agosto de 1988    | Chicago Cubs                  | 1972–1989, 1991–1994 | [ 44 ]        |
| Jeff Montgomery     | 304 | 25 de Agosto de 1999   | Kansas City Royals            | 1987–1999            | [ 45 ]        |
| Doug Jones          | 303 | 11 de Setembro de 1999 | Oakland Athletics             | 1982–2000            | [ 46 ]        |
| Jason Isringhausen  | 300 | 15 de Agosto de 2011   | New York Mets                 | 1995–2012            | [ 47 ]        |
| Bruce Sutter *      | 300 | 9 de Setembro de 1988  | Atlanta Braves                | 1976–1986, 1988      | [ 48 ]        |